# Thompson Falls
Thompson Falls is een plaats (city) in de Amerikaanse staat Montana, en valt bestuurlijk gezien onder Sanders County.

## Demografie
Bij de volkstelling in 2000 werd het aantal inwoners vastgesteld op 1321.
In 2006 is het aantal inwoners door het United States Census Bureau geschat op 1403, een stijging van 82 (6,2%).

## Geografie
Volgens het United States Census Bureau beslaat de plaats een oppervlakte van
4,8 km², geheel bestaande uit land.

## Plaatsen in de nabije omgeving
De onderstaande figuur toont nabijgelegen plaatsen in een straal van 40 km rond Thompson Falls.